# ادوارد هور
ادوارد هور (انگلیسی: Edward Hore; ۱۷ نوامبر ۱۸۴۹ – نامشخص) قایقران قایق بادبانی اهل بریتانیا بود.